# NGC 1672
NGC 1672 es una galaxia espiral barrada vista de frente desde nuestra perspectiva, que se encuentra a más de 60 millones de años luz de distancia en la dirección de la constelación austral del Dorado.
Su estructura revela detalles de nubes de estrellas en formación y bandas de polvo interestelar. 
Se observan cuatro brazos espirales que surgen de los extremos de la barra central. Estos brazos son asimétricos: uno de ellos, el del extremo noreste, es significativamente más brillante que el opuesto. Estos brazos contienen regiones de formación estelar, algunas de ellas pueden llegar a medir 4 arcsec.
NGC 1672 es una galaxia Seyfert, que se caracterizan por tener un núcleo activo que en ocasiones llega a eclipsar el brillo del resto de la galaxia.

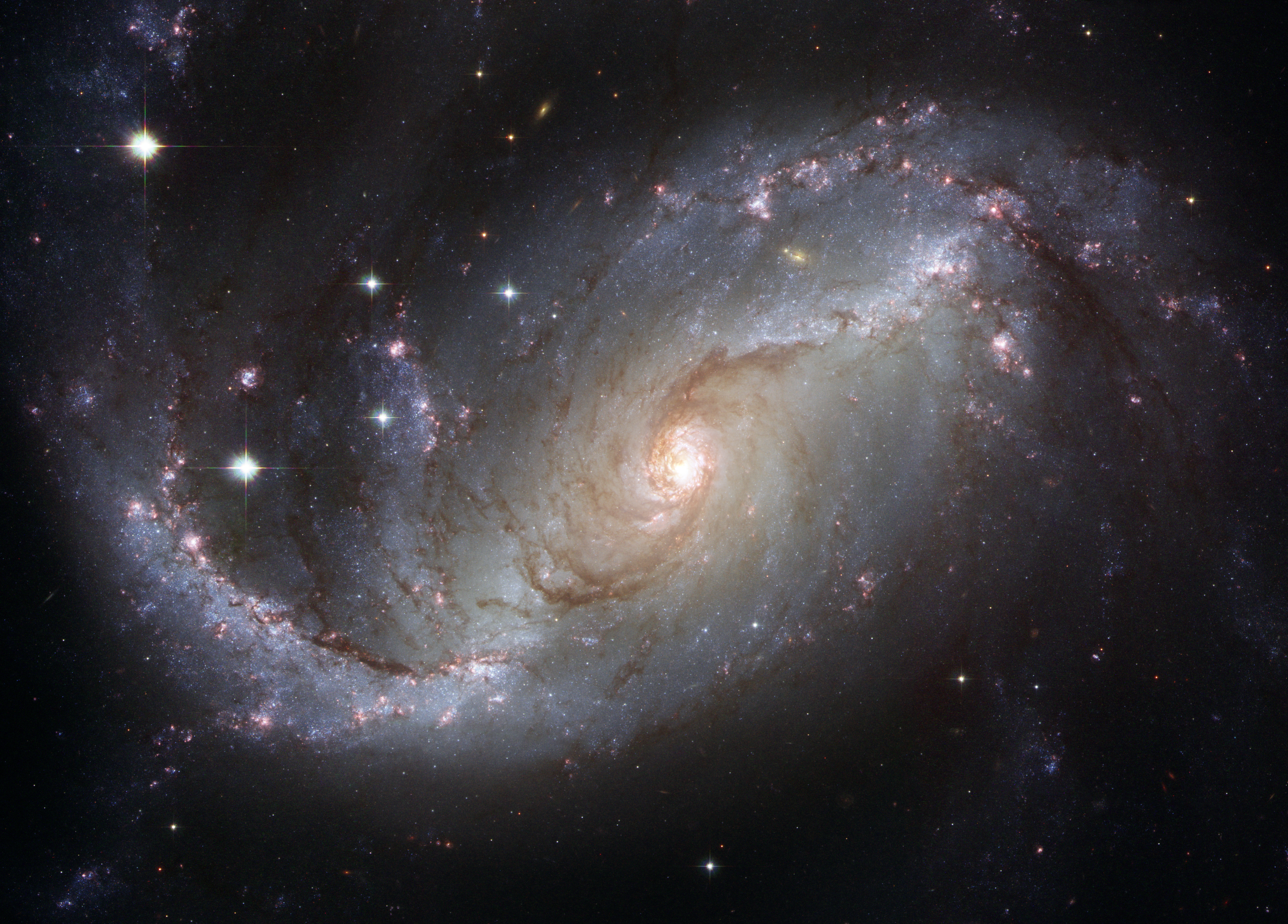
Imagen de NGC 1672 por el HST
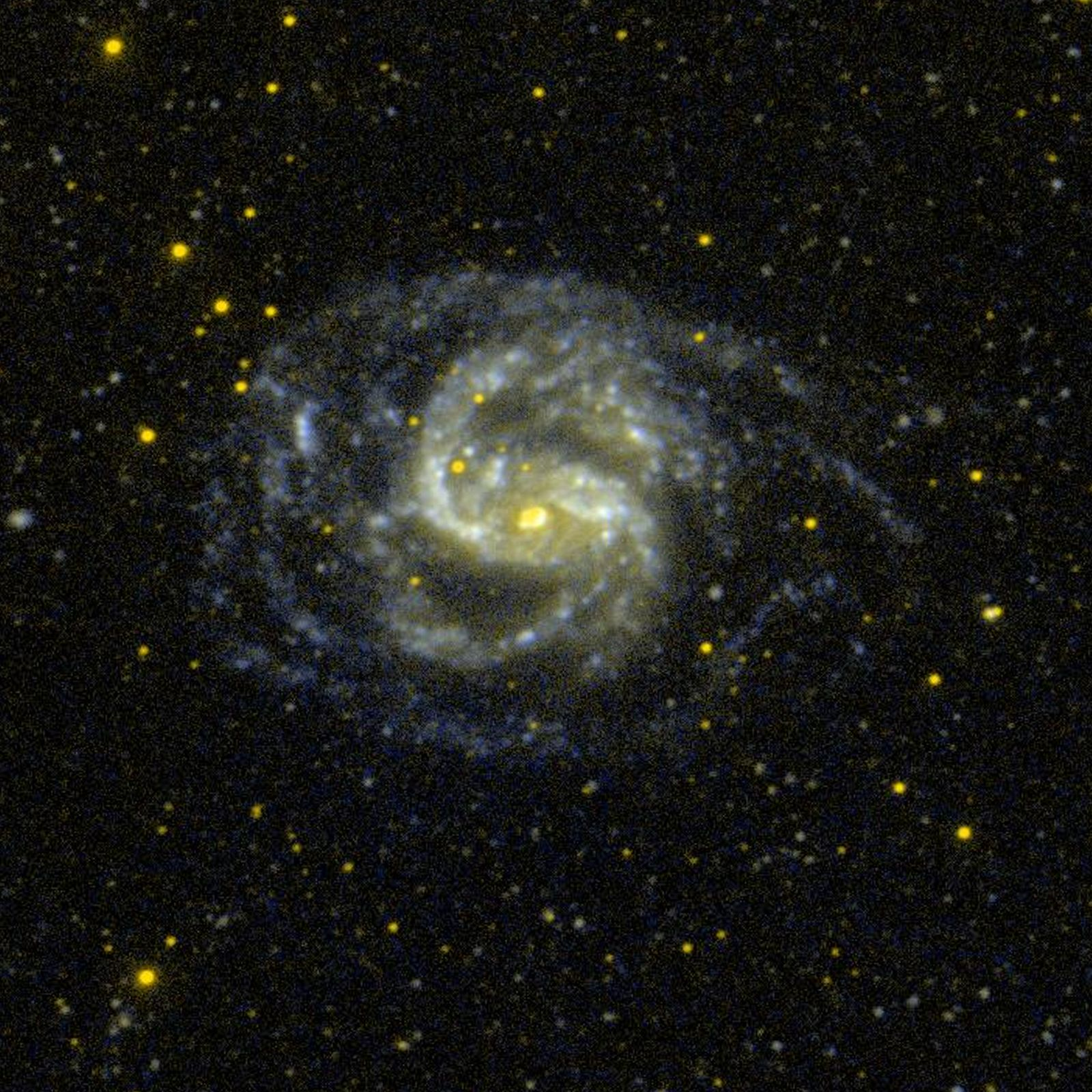
Imagen de NGC 1672 por el GALEX